# Martijn Oosterhuis
Martijn Oosterhuis is een cabaretier en stand-upcomedian en hij was in 2004 een van de lama's in het televisieprogramma De Lama's van BNN. Hij kreeg hiervoor een nominatie voor de Gouden Televizier-Ring 2004. 
In 1997 won hij de persoonlijkheidsprijs van Cameretten. In 2002 speelde hij voor het eerst in het theater met Echt, een soloprogramma, gevolgd door Van huis uit in 2005. In 2008 stond Oosterhuis in het theater met Smile. In 2008 was hij ook te zien in het stand-upprogramma Night Of Comedy te zien op Comedy Central.

## Cabaretprogramma's
- Echt (2002)
- Van huis uit (2005)
- Smile (2009)